# Comuna Ivașkivka, Horodnea
Ivașkivka (în ucraineană Івашківка) este o comună în raionul Horodnea, regiunea Cernihiv, Ucraina, formată din satele Dovhe, Ivașkivka (reședința) și Perșe Travnea.

## Demografie
Componența lingvistică a comunei Ivașkivka
     Ucraineană (97,4%)
     Rusă (2,6%)
Conform recensământului din 2001, majoritatea populației comunei Ivașkivka era vorbitoare de ucraineană (97,4%), existând în minoritate și vorbitori de rusă (2,6%).